# World Lottery Association
La World Lottery Association (WLA) est une association regroupant 140 loteries gouvernementales dans plus de 70 pays.
La World Lottery Association a été créée en 1999 par la fusion de AILE /IASL (International Association of State Lotteries) et d'Intertoto (International Association of Toto and Lotto Organizations). Les revenus annuels des membres de la WLA excèdent les 200 milliards de dollars US.
L'association est basée à Lausanne en Suisse. L'association est dirigée à partir de 2012 par Jean-Luc Moner-Banet, également Directeur général de la Loterie Romande. Il est réélu en 2014 et 2016. En 2018, il cède la place à Rebecca Hargrove, dirigeante de la loterie du Tennessee. 

## Mission
La WLA impose des standards internationaux, liés par exemple, à la sécurité et à la gestion de risques. Elle promeut la compréhension des jeux auprès du public (notamment la responsabilité face au jeu), développe des relations avec les fédérations sportives, gère un magazine et organise des salons internationaux où les loteries se retrouvent. 